# NERVA

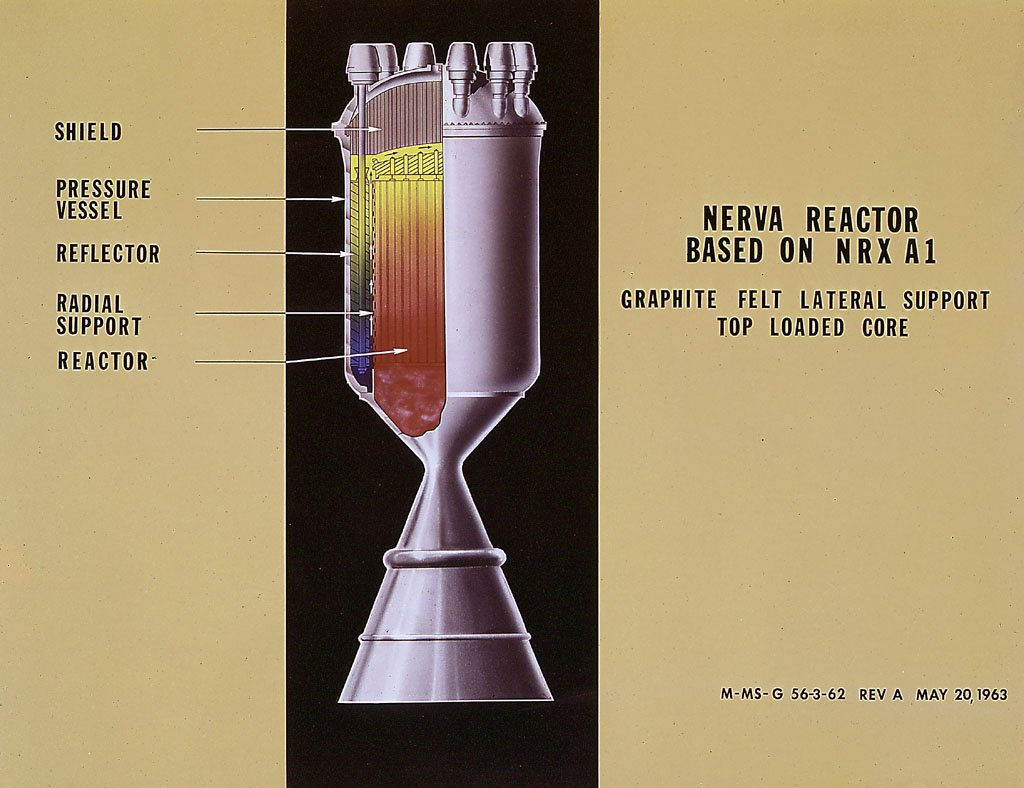
NERVA核ロケットエンジンの模式図

NERVA(Nuclear Engine for Rocket Vehicle Application、ナーヴァ)は、アメリカ原子力委員会(AEC)とアメリカ航空宇宙局(NASA)の共同プログラムで、1972年にプログラムと事務所が終了するまで宇宙原子力推進事務所(SNPO)が運用を担当した。
NERVAは、核熱ロケットエンジンの信頼性を実証し、1968年末にSNPOは、最新のNERVAエンジンであるNRX/XEは、有人火星ミッションに必要な要件を満たしていると認定した。NERVAエンジンは製造、試験され、宇宙船に取り付けられる段階まで進んだが、火星の有人探査が実現する前に、リチャード・ニクソン政権により、アメリカの宇宙計画のほとんどが中止された。
AEC、NASA、SNPOは、NERVAは当初の目標を超え、非常に成功したプログラムであると考えている。当初の目標は、「宇宙ミッションの推進システムとして用いることのできる核ロケットエンジンシステムの技術的基礎を確立する」ことであった。

## 歴史

### ローバー計画
ロスアラモス国立研究所は、1952年から核ロケットの研究を始め、1955年にローレンス・リバモア国立研究所の副所長ハーバート・ヨークが原子炉の重量をかなり小さくする方法を仮定すると、ローバー計画として加速した。ローバー計画が思いがけず速く進むと、1961年までに、NASAのマーシャル宇宙飛行センターは、ミッションの計画に核ロケット（原子力ロケット）を取り入れ始めた。マーシャル宇宙飛行センターは、ロスアラモス国立研究所の核ロケットで早ければ1964年に実験飛行RIFT (Reactor-In-Flight-Test)を行おうとし、計画や監督の必要から、SNPOを組織した。SNPOは、AECとNASAが共同事業をできるように創設され、ハロルド・フィンガーが初代所長に任命された。フィンガーは、RIFTを延期することを決定し、RIFTを実施する許可が出る前に核ロケットエンジンの目的を厳格に定めた。

### NERVAエンジンの開発

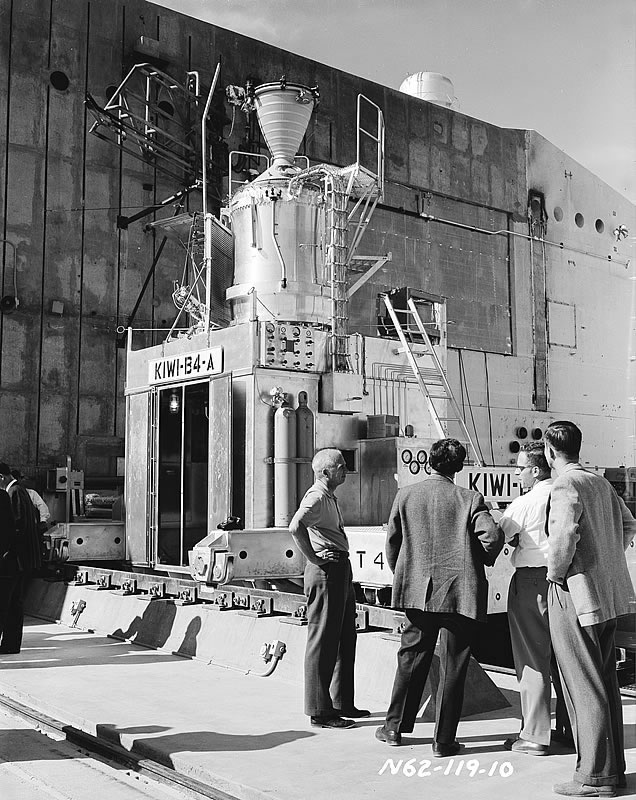
Kiwi B4-A原子炉の前に立つロスアラモス研究所長ノリス・ブラッドベリー（左）

その後、フィンガーはすぐにNERVAエンジンの開発のためにエアロジェットとウエスチングハウスを選定した。SNPOは、NERVAエンジンの技術をロスアラモス国立研究所に依存していた。SNPOは、52インチNERVA NRXの開発の基礎として、ニュージーランド固有種の飛べない鳥キーウィにちなんで名付けられた825秒7万7000ポンドのスラスタKIWI-B4核熱ロケットを選んだ。ローバー計画の第2フェーズはPhoebus、第3フェーズはPeweeと呼ばれ、より高出力（4000MW）高密度かつ長寿命の燃料を実証したが、これらの計画はNERVAには用いられなかった。NERVAの設計(NERVA NRX)は、KIWIに基づいて行われたが、アポロ計画の試験としてPeweeが始まる頃までにはニクソン政権により予算が削減されたことから、月と火星に人間を送る計画は、無期限に延期されることとなった。
NERVAに関する設計や製造等のほぼ全ての研究は、ロスアラモス国立研究所で行われた。試験は、SNPOによってネバダ核実験場で行われた。ロスアラモス国立研究所は1960年代にKIWI及びPhoebusエンジンの試験を何度か行っていたが、NASAのNERVA NRX/EST (Engine System Test)のエンジンの試験は1966年2月に初めて行われた。その目的は、以下の通りである。
1. 外部電源なしでエンジンの始動、再始動ができることを確認する。
2. 様々な条件で、始動、停止、冷却、再始動時の制御システムの特徴（安定性やモード）を評価する。
3. 広い運用範囲でシステムの安定性を調査する。
4. 多数回再始動した時のエンジンの部品、特に原子炉の耐性を調査する。

全ての試験の目的は成功裏に達成され、最初のNERVA NRXは、フルパワーでの28分間を含む2時間近く稼働し、以前のKIWIの稼働時間を2桁近く上回った。

### NERVA XE
2番目のNERVAエンジンであるNERVA XEは、ターボポンプを用いるなど完全な飛行システムにできるだけ近づけるように設計された。システムの性能に影響を与えない部品は、時間と費用を節約するために既存のものが使われ、外部の部品を守るために放射シールドが取り付けられた。エンジンは、真空中での点火をシミュレーションするために、真空室に向けて下向きに点火された。
NERVA NRX/ESTエンジン試験の目的は、以下の通りである。
1. エンジンシステムの運用可能性を実証する。
2. エンジン開発の障壁となっている技術が残っていないことを示す。
3. 自動エンジン始動を実証する。

28回の始動で、合計の稼働時間は115分になった。NASAとSNPOは、この試験で「核ロケットエンジンは宇宙飛行に適しており、化学ロケットシステムの2倍の比推力で運用できる」ことが確認できたと考えた。エンジンは、NASAが計画する火星までの飛行の要求を満たすものであるとみなされた。

### 政治的サポートの停止と計画の中断
ローバー/NERVA計画では、17時間の運用時間を蓄積し、そのうち6時間は2000K以上の温度であった。タービンと液体水素タンクは物理的に接続されていなかったものの、NERVAエンジンは宇宙船に搭載できる段階にまでなっていたが、議会では火星探査の予算が問題となっていた。この計画を擁護していたニューメキシコ州の上院議員であるクリントン・プレスバ・アンダーソンは、重病になった。また、有人宇宙探査のもう1人の擁護者であったリンドン・ジョンソンは2期目に出馬しないことを決意した。NASAの資金は1969年の議会で若干削減された。1970年にニクソン政権はこれをさらに減らし、サターンロケットの製造とアポロ17号以降のアポロ計画を中止した。NERVAを軌道に運ぶサターンS-Nロケットを除き、ロスアラモス国立研究所はさらに数年間ローバー計画を継続したが、1972年までに解散した。
試験中の最も大きな事故は、水素爆発で2人の従業員が足と鼓膜に怪我を負った事故である。1965年、ロスアラモス国立研究所試験場の液体水素貯蔵施設が干上がり、コアが加熱されて、ネバダ砂漠の地面に吹き出した。試験場の職員は3週間待機し、その後、外に出て被害を受けていない部品を集めた。損傷を受けたコアからの核廃棄物は砂漠中に広がり、陸軍によって回収された。
この型のエンジンは、マーシャル宇宙飛行センター内に展示されている。

## 宇宙計画
NASAは、1978年までに火星への往来、1981年までに月面基地で恒久的にNERVAを利用する計画を立てた。NERVAロケットは、様々な軌道上の宇宙ステーションや月面基地に物資を補給するため、ペイロードを低軌道からより大きな軌道に運ぶ「タグボート」として使われることとなっていた。また、サターンロケット（サターンS-N）の上段ステージとして、34万ポンドまでのより大きなペイロードを低軌道に運ぶのに使われることとなっていた。
NERVAロケットは、数時間稼働するところまでは急速に進歩してきたが、試験場の液体水素タンクの大きさのため、稼働時間は制限を受けた。効率が上がり、推力-重量比が向上すると、大きなNERVA Iロケットは、徐々により小さなNERVA IIロケットに転換し、議会やニクソン政権によって予算が削減されると、KIWIもより小さなPeweeやPewee 2に転換していった。
RIFTは、サターンS-ICの第1段、SII段、S-Nの第3段を構成する。SNPOは、6機を地上試験用、4機を飛行試験用に10機のRIFTを製造する計画であったが、NERVAが政治的な話題となったことから、1966年以降は製造が遅れた。核を燃料とするサターンC-5は、化学燃料のバージョンよりも2倍から3倍のペイロードを運搬することができた。ヴェルナー・フォン・ブラウンもNERVAを用い、回転するドーナツ型の宇宙船による有人火星飛行を提案した。1960年代から1970年代初めにかけてのNASAの多くの火星飛行計画では、NERVAを用いることとされていた。
火星ミッションは、NERVAの凋落を招いた。どちらの党の議員も、火星への有人飛行は宇宙開発競争において、アメリカ合衆国にとっての暗黙の義務であると判断した。有人火星ミッションは、核ロケットによって可能となるため、NERVAの開発を中止した場合、予算は節約されるが、宇宙開発の競争力は弱まることになる。RIFTの計画は毎年遅れ、NERVAの目標はより高く設定された。最終的に、RIFTは承認されず、NERVAは多くの試験に成功し、議会の後ろ盾があったにも関わらず、打ち上げられることはなかった。

## 諸元
- 直径: 10.55 m
- 全長: 43.69 m
- 本体質量: 34,019 kg
- 満載時質量: 178,321 kg
- スラスタ (真空): 333.6 kN
- ISP (真空): 850 s (8.09 kN・s/kg)
- ISP (海抜): 380 s (3.73 kN・s/kg)
- 燃焼時間: 1,200 s
- 推進剤: LH2
- エンジン: 1 Nerva-2